# أبو العباس أحمد بن العباس
أبو العباس أحمد بن محمد بن موسى بن الحسن بن الفرات (يُعرف أيضًا بأحمد بن العباس) كان أحد أفراد عائلة بني الفرات، وكان مديرًا ماليًا كبيرًا للخلافة العباسية، وفي نهاية المطاف أصبح رئيسًا للإدارة المالية في عهد الخليفتين المعتضد والمكتفي، حتى وفاته في عام 904.
كانت عائلة أحمد تتمتع بمكانة مرموقة في بغداد في أوائل القرن التاسع، ولكن والده محمد بن موسى هو أول من تولى منصبًا إداريًا مهمًا. بدأ أحمد مسيرته المهنية إلى جانب أخيه علي في أواخر خلافة المعتمد (حكم. 870–892 م) وولاية الموفق. كان كلاهما من رعايا إسماعيل بن بلبل، الذي بعد أن أصبح وزيرًا لكل من المعتمد والموفق في عام 885، أدخلهما في الإدارة كخبراء ماليين وعهد إليهما بإدارة إيرادات الأراضي في السواد. وبعد عزل ابن بلبل سُجن أحمد مدة، ولكن عند تولي المعتضد (حكم 892-902 م) في عام 892، أُطلق سراحه وعُهد إليه مرة أخرى بإدارة المالية في السواد، وفي وقت لاحق جميع إدارات ضرائب الأراضي، وكان علي نائبًا له.
وقد شكل الإخوة ابن الفرات وأنصارهم إحدى المجموعتين الرئيستين اللتين سيطرتا على البيروقراطية العباسية على مدى العقود التالية، وهما بنو الفرات أو الفراتيون. وكان منافسوهم الرئيسون مجموعة أخرى من العائلات السكرتارية، وهم بنو الجراح أو الجراحون، برئاسة محمد بن داود وابن أخيه علي بن عيسى الجراح، الذي حل محل بني الفرات كرؤساء للإدارات المالية في عام 899. كانت المجموعتان تمثلان في المقام الأول فصائل مختلفة في صراع على المنصب والسلطة، ولكن هناك مؤشرات على وجود اختلافات "أيديولوجية" أيضًا: حيث ينحدر العديد من عائلات بني الجراح من عائلات نسطورية اعتنقَت الإسلام ويُوظفوا ويُدخلوا مسيحيين في البيروقراطية، بالإضافة إلى الحفاظ على علاقات أوثق مع الجيش، في حين حاول بنو الفرات فرض سيطرة مدنية حازمة على الجيش وفضّلوا توظيف وإدخال المسلمين للحكومة المسيحية، على الرغم من أنه يُتوقع أنهم يودون إدخال المذهب الشيعي إلا أنهم أدخلوا كثيرًا من المسلمين بمختلف مذاهبهم. كانت المنافسة بين المجموعتين شديدة ولكنها مقيدة في الغالب، حيث تغيرت ثرواتهم بشكل متكرر، ولكن التعذيب والمصادرة القسرية لممتلكات المسؤول المعزول كانت شائعة في ظل النظام القديم المعروف باسم "المصادرة" أو "المطالبة"، والذي أجبر المسؤولين المعزولين على إعادة الأموال التي اختلسوها؛ ومع ذلك، في الواقع، أُجبر المسؤولين عمليًا على الاختلاس أثناء وجودهم في مناصبهم حتى يتمكنوا من توفير المبالغ المطلوبة أثناء تحقيق "المصادرة".
واستمر أحمد في أداء مهامه كرئيس للدوائر المالية في خلافة المكتفي بالله (حكم. 902-908م)، على الرغم من عداء وزير المكتفي، القاسم بن عبيد الله. قبل أن يتمكن الأخير من التحرك ضد أحمد، توفي الأخير في عام 904.